# 在日特権を許さない市民の会
在日特権を許さない市民の会（ざいにちとっけんをゆるさないしみんのかい）は、日本で活動していた、在日特権や反日の排除を目的とする保守系（過激派保守主義）の右翼市民団体である。
略称は、在特会（ざいとくかい）。設立者及び初代会長は桜井誠。現在の会長は不明。なお、桜井誠などの一部幹部は、在特会の後継団体である日本第一党で引き続き活動を行なっている。

## 概要

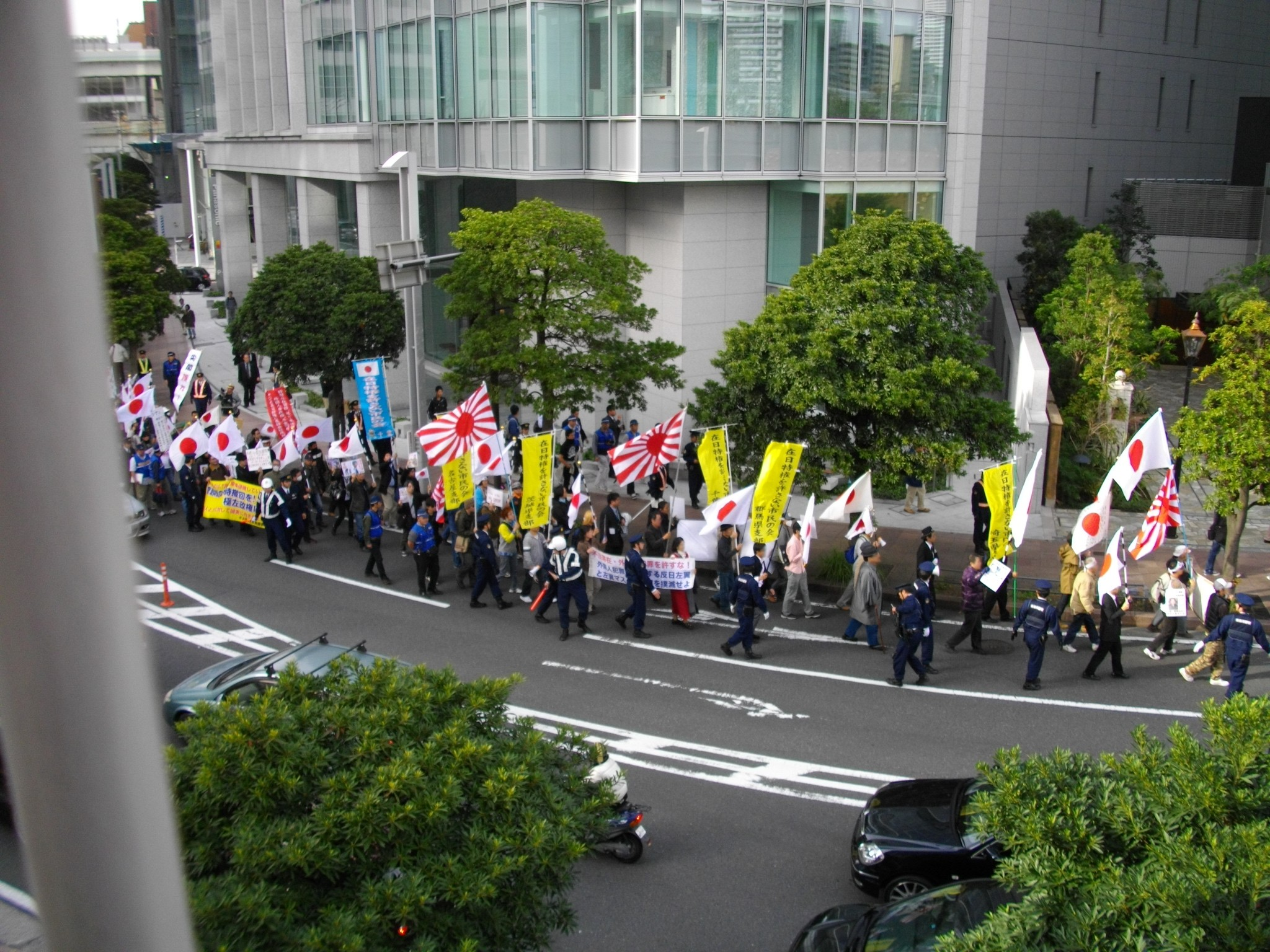
中国の横浜APEC参加に抗議するとして横浜市内をデモ行進する在特会（2010年＜平成22年＞11月13日）

「在特会」の公式サイトによると、日本国内に居住する在日韓国・朝鮮人が特別永住資格や様々な経済的便宜などの特権（在日特権）を不当に得ているなどとし、その撤廃を目標に街宣・デモ・集会等の活動を展開している。また在日韓国・朝鮮人以外の外国人に関する政策を始め、歴史認識問題、日本の核武装論の是非など多種多様なテーマについて人種差別的スローガンを掲げ、各地で「反日的」とみなした個人や団体への街宣・デモ・集会などを盛んに開催していると活動内容を説明している。
これらの活動は差別発言とみなされ、在特会は賠償金を支払うなど後述の訴訟を起こされている。
警察庁は「極端な民族主義・排外主義的主張に基づき活動する右派系市民グループ」であるとしている。ジャーナリストの安田浩一は保守系市民団体と形容しつつ、「在特会の主張する在日特権は、非難だ」と批判した。評論家の西村幸祐は、自身が編集長を務めていたジャパニズム15号と16号で桜井誠の特別インタビューを掲載している。アメリカ国務省2016年国別人権報告書で超国家主義政治団体と記載され名指しで登場する。
また、安田浩一に拠れば、在特会は、街宣などの様子を撮影した動画を動画投稿サイトにアップロードし、掲示板・ブログ・SNSなどを利用してインターネット上で支持を呼びかけるという手法により急速に支持を拡大してきたという。発足時の会員数は約130人であったが、2007年3月には1,000人を超え、2011年4月には10,000人に達した。2013年12月時点で14,000人を超える会員を擁し、1,500人から2,000人程度の動員力を有するなどと民主党（当時）の有田芳生は語っていた。安田や社会学者の樋口直人によれば、多くの日本の右派系市民団体の中でも知名度の高い団体の一つである。
また、同様の活動を行う市民団体（しばしば「行動する保守」と総称される）と共闘する場面も多く見られるほか、日本最大の右翼団体の日本青年社や元政治団体で現在は市民団体の「千風の会」などの街宣右翼とも共闘・協力関係がある。ただし全ての右翼系市民団体や街宣右翼と協力関係にあるわけではなく、主権回復を目指す会、日本を護る市民の会（日護会）などのように共闘関係から対立関係に転じたものもある、とジャーナリストの安田浩一は主張する。
また、公安調査庁の調査対象となっている。
2023年には公式サイトが消滅し、2代目会長の八木が退くなど、組織としての活動が確認されなくなるが、同時に新たな政治団体「日本第一党」が設立され、主義・主張や幹部の一部が引き継がれ、引き続き活動を行なっている。
2024年現在も、日本の公安調査庁や公安警察は後継団体の動向を監視している  。

## 沿革
2006年12月2日の準備会合で会の設立を決定し、翌年の2007年1月20日の発足集会以後に正式な活動を開始した。設立者である桜井誠が会長となった。
2014年11月11日、桜井誠会長は「ニコニコ生放送」の番組内で、11月16日の会長選に出馬せず、第4期会長職の任期満了をもって退任表明をした。また、同番組において桜井は第5期会長選挙に八木康洋（放送時点における筆頭副会長）が出馬するに至った経緯を説明し、自身は保守系を中心とする若手政治家の政治活動を支援する新たな組織の設立を目指す意向を示し、2016年に「行動する保守運動」を設立した。
2015年5月19日、ニコニコ動画を運営するドワンゴは在特会の公式チャンネルを規約違反により閉鎖した。
2023年、公式サイトが消滅、八木も会長も辞めており組織的な活動が確認されなくなる。

## 組織
会長が最終決定権を持っているトップダウン型の組織が構築されており、副会長は神功正毅、島興二が務めている。
会則上、本部所在地は東京都内にある初代会長の自宅とされているが、実際には秋葉原駅付近にあるマンションの一室を本部事務所として運用している。この事務所の住所は一般には公表されておらず、印刷物などに記されている本部住所は江東区にある私設私書箱のものとなっている。

## 政治的スペクトル上の位置付け
警察庁は2014年・2015年・2016年・2017年に在特会を極端な民族主義・排外主義的主張に基づき活動する「右派系市民グループ」に位置付けた。
2014年のエコノミストは在日特権を許さない市民の会を「極右グループ」（「ultra-right-wing group」） と位置付け、2013年のニューヨーク・タイムズのマーティン・ファクラーも「極右グループ」（「far-right group」） とした。

## 主張・活動
在日韓国・朝鮮人（北朝鮮人）を含む「特別永住者」は、サンフランシスコ平和条約が発効した1952年4月28日まで日本国籍所有者であった者またはその子孫であった歴史的経緯などから、日本政府および行政当局からアファーマティブ・アクションとしていくつかの措置を与えられており、在留関係などにおいて他の永住外国人とは異なる処遇を受けることがある。このことを「在日特権」（不当な差別）と非難し、その解消を主張している。また、福祉給付金や税の減免問題などに関して、在日韓国・朝鮮人が日本国民より有利な待遇を受けているとして、これらも「在日特権」（不当な逆差別）であると非難している。
活動資金は、寄付で成り立っている。

### 運動対象
在日韓国人へのヘイトスピーチに対する社会的反発を受け、2013年9月以降新大久保における街宣活動は事実上出来なくなっている。
以降、運動の対象を「慰安婦問題」「パチンコ利権」「脱原発」「反捕鯨」「アイヌ利権」などにまつわる様々な利権や特権、その背後にある反日団体の活動を批判・告発する、としている。

### 特別永住資格と在留特別許可
今まで「特別永住資格制度を維持する根拠」として流布されてきた「現在日本にいる在日韓国・朝鮮人は日本軍によって強制連行で連れて来られた人たちと、その子孫」という主張について「歴史的事実ではない、偽りの歴史的経緯」と主張している。
桜井は、特別永住資格を特権だと主張する根拠として、「特別永住資格は在日（特別永住者の在日韓国人・朝鮮人）などの限られた外国人にだけに認められた永住資格だからです。『特別永住資格』によって（特別永住者の）在日は無条件で日本に滞在することが認められ、なおかつその子供も韓国籍・朝鮮籍のまま何代にも渡って日本に居住することができるのです。当然、滞在期限がないため他の外国人のように滞在延長許可申請も必要ありませんし、また再入国許可も他の外国人が3年間であるのに対して、特別永住者は4年間（最大で5年間まで延長可能）と優遇されています。さらに他の外国人は日本での就業に規制がありますが、在日は国籍条項で規制されていない職種に関しては自由に就業することができます。これは明らかに他の外国人に対する差別的特権付与であり、法の下の平等に反するものといわざるを得ません」と在日コリアンの特別永住者のみが就労制限がないと主張した。
2009年（平成21年）、不法入国や違法行為により摘発された在日外国人とその支持者が在留特別許可を求めて行っている活動を、「法治を捻じ曲げようとする無法者」と非難した、在留特別許可を与えることで在日特権を維持しようとしていると主張し、社会民主党・民主党議員への非難も行っている（#外部リンク中、活動報告ブログ参照）。

### 年金・生活保護について

#### 吉本興業について
高所得とみられる芸能人についても問題としており、2012年の吉本興業所属芸人の母親の生活保護受給問題についても抗議活動を行っている。同年6月3日には瀬戸弘幸らとともに吉本興業に対する抗議街宣を行った。新宿区の吉本興業東京本社前でお笑い芸人河本準一に十分な収入があったと見られるにもかかわらず母親が生活保護を受給していたことを非難する街宣を行った。その後、新宿駅南口・ルミネ前においても演説を行った。ただし生活保護の申請は正規の手法で行われたものであり不正ではない。

### 外国人参政権
在日外国人への外国人参政権付与に対しても、断固反対の姿勢を示している。在日本大韓民国民団とこれを認めようとする民主党（現・国民民主党および立憲民主党）、公明党、共産党、社民党と一部の自民党議員を非難している。2010年1月24日には、在特会が新宿で主催した参政権反対デモ行進の参加者が、デモに反対する在日中国人の高校生から襲撃される事件が起きた。

### 韓国について
2012年になってからは各支部のブログから日韓国交断絶を求める在特会支持者による意見が見られるようになり、各地で定期的に「日韓国交断絶国民大行進」が実施されるようになっている。中央日報は、数人がこの活動を行っている場所の中に韓国の太極旗を模した旗を持ち込み、大声を上げ、踏みつけたり破るといった行為が見られたと報じた。

### ロート製薬のCMについて
ロート製薬が韓国で独島愛キャンペーンを行っているキム・テヒをCMに起用していることに対して抗議活動を行っていることがあった。在特会会員（元京都支部長や元会員）を含むチーム関西メンバー4名が2012年3月2日にロート製薬の本社に抗議に行った際の行動（チーム関西/山城乃國企画の行動で在特会としての活動ではない）が強要罪に問われ、5月10日に逮捕者が出た。この逮捕に際して桜井がニコニコ生放送で緊急生放送を行い、関西での行動を支持し今後はロート製薬とも戦うとの意向を示した。同年5月12日には浜松町のロート製薬東京支社前で抗議街宣を行った。
大阪地裁で行われた第一審で前京都支部長が懲役1年の実刑判決を受け、ほか2名も懲役1年・執行猶予3年 - 4年の有罪判決を受けた。前京都支部長は最高裁まで争ったが実刑が確定し、それまでの活動によって受けた複数の執行猶予も全て取り消され、2013年末より3年弱の収監が開始された。また、同じく一人は時期を同じくして経営していた飲食店での風営法違反・公務執行妨害を引き起こしたため、早期に懲役刑が確定し、控訴はせず服役した。

### 朝鮮学校無償化について

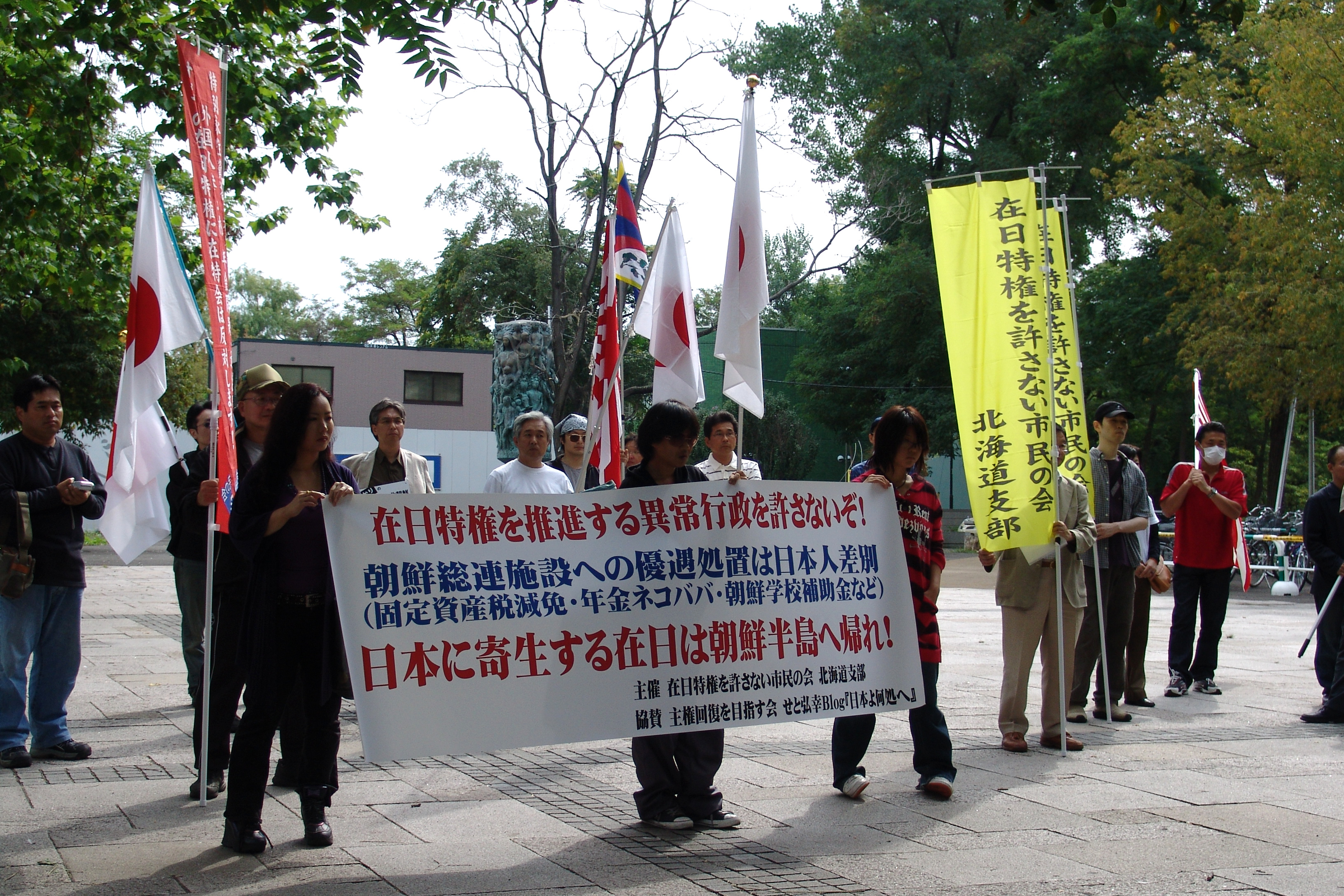
朝鮮学校への補助金などに対する抗議を行う在特会（2008年札幌）

朝鮮学校が高校授業料無償化の対象になる可能性が菅直人内閣の総辞職の直前に再び出たため、無償化に対する抗議活動を行っている。桜井は抗議活動の際に「朝鮮学校無償化は日本国憲法第89条に違反している」と非難した。また無償化に対する抗議文を文部科学省に提出した。

### 朝鮮大学校について
朝鮮大学校は「テロ国家北朝鮮」の出先機関であるとして、解体を目的とした抗議活動を外国人参政権に反対する会・東京、排害社、日本侵略を許さない国民の会などの他の団体と共同で行っている。

### 北朝鮮ミサイルについて
北朝鮮によるミサイル発射実験に対しても抗議活動を行っていることがある。北朝鮮によるミサイル発射実験 (2012年4月)が行われた直後には平日ではあったが朝鮮総連に対して緊急抗議活動を行った。

### 韓国総領事館の不審物事件について
2015年12月12日、神奈川県横浜市にある韓国総領事館の駐車場において、「姦酷塵による靖国爆破への報復です 在特会」と書かれた箱が見つかり、警察が出動する騒ぎになった件について、一切関与していないとの声明を発表した。また、「英霊を侮辱し、当会を著しく貶める事件」「在特会に対する名誉毀損」などとする抗議声明を発表した。

### 朝日新聞
2019年、八木康洋は、「赤報隊事件記念デモ行進」の告知を行い、日本民族独立義勇軍 別動 赤報隊が出した声明文を支持し、朝日新聞社の犠牲者には哀惜の意を表すが、朝日新聞によって自殺に追い込まれた日本国民を悼む気持ちに変わりはない、と述べた。

### その他の主張・活動
在特会では、特別永住者以外にも、密入国者・不法滞在者および社会運動をしているキリスト教会や、「特権」を持つなどとして、原爆被爆者に対するデモなどの街宣活動を展開している。
人権擁護法案や自民党の中川秀直が提案し一部の民主党議員も推進している「移民1000万人受け入れ構想」などにも、他の保守系団体と協調し反対を表明している。在特会の設立趣旨には書かれていないチベット問題や北方領土問題（日本における全ての領土問題）、韓国によるライダイハン問題、かつてのアメリカ合衆国が犯した日本への原子爆弾投下などの戦争犯罪の問題、尖閣諸島への台湾人上陸事案、マスコミ相手などの事案についても、当初は瀬戸弘幸や西村修平（後に絶縁）らとともに街宣活動を行っていた。また2011年の原爆忌に広島市でデモを行い、「核武装推進」を主張するとともに被爆者を「血税にたかる被爆利権者を叩き出せ」などと主張したほか世界遺産である原爆ドームを解体するなどと主張している。
そのほか、東村山市の一般洋品店を創価学会の手先だと誤認しての「表敬訪問」にも参加している。
諸外国では韓国・北朝鮮・中国（「支那中共」と連呼し非難している）・ロシアを「反日国家」と見做している。他には反皇室や天皇に対する軽視や不敬・侮辱とされる批判に対しても批判や抗議活動を行っている。

## 政界とのつながり
- 2012年の総選挙で兵庫12区の自民党公認候補だった岡崎晃は、在特会の活動を支持する発言をTwitter上で行い[62]、桜井誠会長のツイートに対するリツイートで在特会の活動に協力したいと呼びかけていた[63]。
- LITERAの取材に応じたジャーナリストの安田浩一によると、自民党と在特会が接近していったのは「在特会をはじめ草の根右翼が反民主党政権を掲げて自民党に希望を託すようになり、逆に野党に転落した自民党が在特会やウルトラナショナリストを動員のコア・マーケットとしてとらえざるをえなくなり、結果両者の利害が一致した」ことが背景にあると論じている。また同じく取材に応じた全国紙の政治部記者は「自民党の議員が在特会関係者に選挙を手伝わせたり、動員をかけたりしているのは常識」と述べている[64]。
- 次世代の党の元東京都議会議員・吉田康一郎は民主党在籍中の2009年1月に在特会の党大会に来賓として参加、活動を応援する旨の挨拶を行っていた。しかし2013年の都議選で落選後、自身のホームページで「かつての在特会は穏当な活動をしていたので参加していたが、現在は抗議の域を超えた誹謗・中傷・攻撃を行っており支持できないため参加を止めた」ことを明らかにした[65]。
- 2014年10月20日、2015年4月に行われる予定の吹田市議会議員選挙において大阪維新の会が元在特会大阪支部運営の男性を公認候補として擁立することが明らかになった。毎日放送の取材によると男性は2010年頃から1年間大阪支部運営の職を務め、2012年頃に退会したという[66]。大阪維新の会では事情が明らかになったのは公認決定後であったとした上で、すでに男性が在特会を退会しており、現在、同会に対し批判的な姿勢に転じていることから「間違いに気づいて再チャレンジする意図は認める」として、公認決定を取り消さない方針を示している[67]、しかしこの候補は出馬を辞退し議員となる事はなかった[68][69]。
- 2012年12月に行われた衆議院選挙から、韓国、北朝鮮、中国等の国旗を持って「応援」をしつつ民主党批判をする「ほめ殺し」といった活動が見られるようになったが[70]、2013年8月には在特会副会長八木康洋が在特会公式サイト内でこの活動を「マンセー隊」とし言及し、「しばき隊の（サッカー応援における）旭日旗掲揚作戦と同様の攻撃方法が、我々の側で行っているマンセー隊。相手が反論できないけれども攻撃性が高い、という行為は結構、効き目があるように思う。」としている[71]。議員によって反応はまちまちで有田芳生のように演説の内容を変更し、在特会やヘイトスピーチ批判をしだすこともある[72]。
- 2015年4月26日投開票の枚方市議会選挙に在特会元副会長である川東大了が維新政党・新風公認で出馬したものの落選した[73]。
- 在特会元副会長である川東大了は日本国民党の政策局長、在特会現代表の八木康洋は日本国民党の政策局長補佐を務める。

## デモに対する批判や懸念

### 差別的言動等

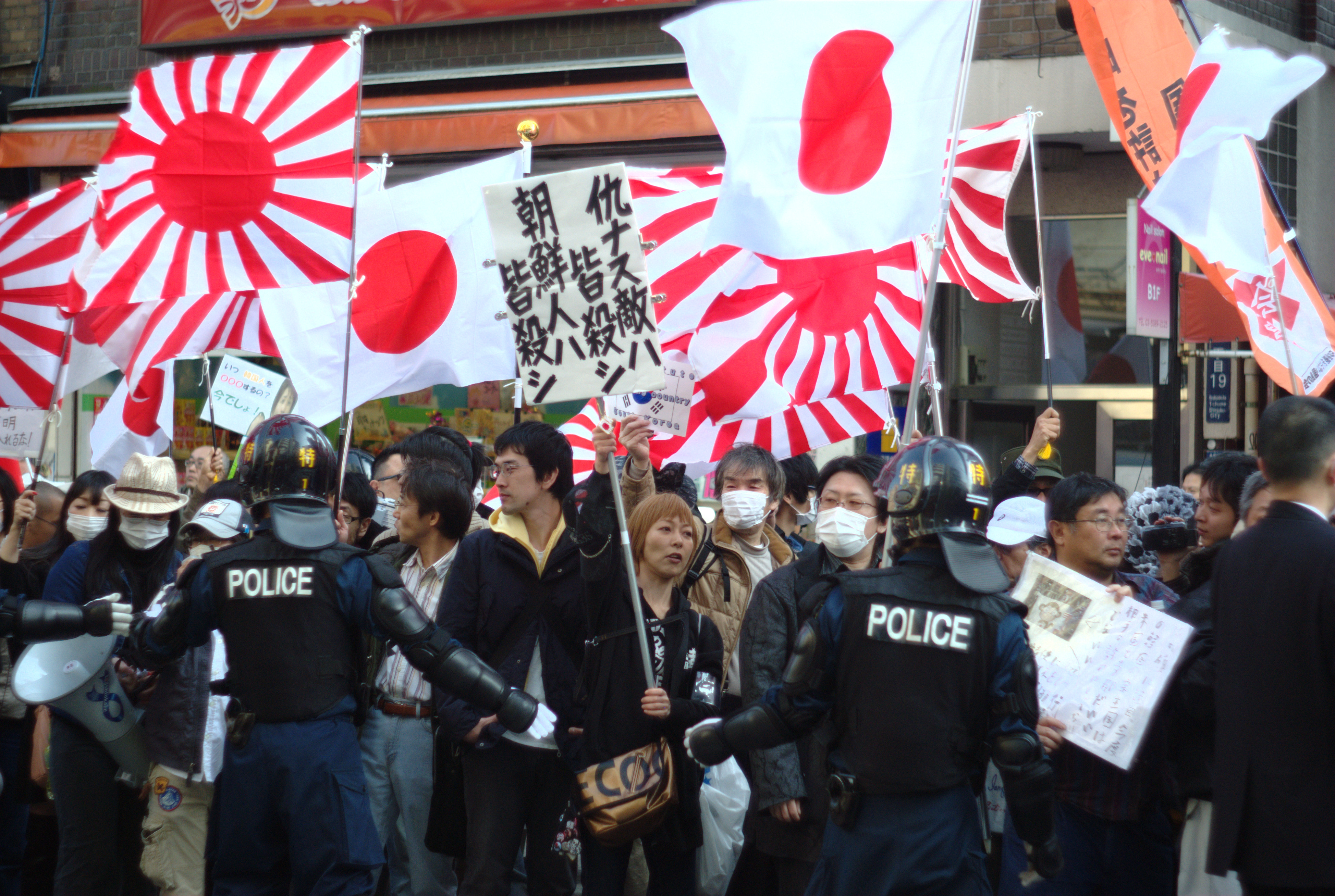
東京で行われた在特会による在日朝鮮人に対するデモ。「朝鮮人は皆殺し」と書かれたプラカードを掲げている。

在特会会員が参加するデモの中でも、李明博の竹島上陸をはじめとした領土問題や拉致事件に対して行われた東京の新大久保や大阪の鶴橋の抗議デモでは、「朝鮮人を殺せ」や、桜井による「新大久保のゴキブリの皆さんこんにちは！こちらは『全日本・社会の害虫を駆除しよう清掃委員会』のデモ隊です」「在日韓国人をテポドンにくくりつけ、韓国に打ち込みましょう！」「朝鮮人をレイプしろ」などと連呼した。
このような激しい言葉を使用することについて桜井は、「韓国や北朝鮮の振る舞いに本気で怒っているから、殺せとまで言うんです。単に排外主義と決め付けないでほしい。怒りを間違えないでほしい」などと主張している。
2013年2月24日には、大阪府鶴橋での街宣で在特会と同じ場で活動していた神鷲皇國會の主催者の娘である女子中学生が、「（在日朝鮮人が）憎くてたまらない。殺してやりたい」、「いつまでも調子に乗っとったら、南京大虐殺ではなく『鶴橋大虐殺』を実行しますよ」などと発言した。演説者が若年者であったこともあり、日韓両国の一部メディアで物議を醸した。
これらの朝鮮人への発言に対し、在日朝鮮人（北朝鮮・韓国）の団体が相次いで抗議声明を出し、人種差別撤廃条約に基づく国内法整備や、ヘイトスピーチ規制の検討を求めた。NGOの在日コリアン青年連合は「レイシズム（人種差別主義）蔓延の原因は、在日の歴史的経緯について教育を怠り、植民地支配の清算を放置してきた日本政府、日本社会にある」と主張した。朝鮮学校の無償化除外といった政府の姿勢が、草の根の排外主義に「お墨付き」を与えている、とした。また在特会の新大久保のデモに対し、2月以降「レイシストは帰れ」などと叫びつつ、中指を突き立て、抗議のプラカードを掲げる『レイシストをしばき隊』（後述）が出現している。
それに対して在特会は2013年4月26日に、警察に許可を得たデモであるにもかかわらず、デモに抗議する者たちから妨害を受けたとされることや、「ヘイト」「レイシスト」と批判されたことが、人権侵害に当たるなどと主張し、日本弁護士連合会に人権救済を申し立てた。
また、在特会は在日中国人に対するヘイトスピーチを行っているとも指摘される。2012年10月には在特会らは「史上最大の反中デモ」と称して池袋でデモを行っているが、参加者の中には「ゴキブリシナ人を日本から叩き出せ」などと叫ぶ者もいた。デモ終了後に桜井らは「パトロール」と称して、華僑の商店の多い一角に向かって、そこで「日本が戦前大陸に行ったことが侵略なら、てめえらが日本にいること自体が侵略なんだよ！」と叫んでいる。これらの在特会側の活動に対し、2013年5月7日と5月9日にかけて、参議院でヘイトスピーチ問題について挙げられ、首相の安倍晋三は「一部の国、民族を排除する言動があるのは極めて残念なことだ」 と、谷垣禎一法務大臣は「憂慮に堪えない。品格ある国家という方向に真っ向から反する」 とそれぞれ語った。さらに谷垣大臣は5月10日の記者会見で、ヘイトスピーチについて「人々に不安感や嫌悪感を与えるというだけでなく、差別意識を生じさせることにもつながりかねない。甚だ残念だ。差別のない社会の実現に向け、一層積極的に取り組んでいきたい」と述べた。

## 裁判・不祥事
参加者が対立勢力の関係者と乱闘騒ぎを起こしたり、対立勢力に暴力を振るわれたりするという事態も起きている（#在特会に抗議する団体）。幹部・会員が活動に際して業務妨害や器物損壊などの行為に及び、刑事責任を問われたケースも複数存在する。さらに元会長である桜井誠はヘイトスピーチによって賠償命令を受けており、最高裁に上告したが敗訴している。

### 傷害容疑で逮捕
2014年10月25日、在特会会員を含む5名 が対立団体「憂国我道会」の会員2名に対する傷害容疑で逮捕された。警視庁公安部によると終戦記念日、カウンター勢力への抗議活動の後の打ち上げ後、偶然通りかかったと憂国我道会側と乱闘騒ぎになり、在特会会員を含む5名が男性2名の首を絞め怪我を負わせた容疑である。公安部の事情聴取に対し、在特会の同メンバーは羽交い締めにしたことは間違いないと思うが、ケガを負わすようなことはしていないとしている。同メンバーと桜井が立ち会うなかで事務所の家宅捜索が行われ、後に公安部は桜井からも事情を聴いた。被疑者の一人である在特会会員(36歳当時)は罰金50万円の略式起訴となり活動から決別した。

### 京都朝鮮第一初級学校への抗議
2009年12月より、京都朝鮮第一初級学校が公園をグラウンドとして違法に占有し、近隣住民の利用を排除したことに対する抗議として、西村修平ら主権回復を目指す会の会員らとともに、「犯罪者に教育された子ども」「端のほう歩いとったらええんや」などと朝鮮学校に通う子どもを貶す街宣を学校前で行い、授業を妨害した「京都朝鮮学校公園占用抗議事件」が発生した。首謀者の活動家4人が威力業務妨害などで有罪が確定（ただし全員に執行猶予がついた）し、同学校を運営する学校法人京都朝鮮学園が学校周辺での街宣禁止と賠償金を求めた民事裁判では、2013年10月7日、京都地方裁判所が「街宣は人種差別に該当し違法」と認定し、同学校から半径200mメートル以内での街宣禁止と1226万円の賠償金の支払いを命じた。同年10月19日、在特会はこれを不服として控訴。2014年7月8日、二審の大阪高裁は一審を支持し在特会側の控訴を棄却した。在特会は判決を不服として上告した。最高裁判所は京都朝鮮第一初級学校における在特会側の街宣・デモを人種差別と認め2014年12月9日付の決定で在特会側の上告を退け、学校周辺での街宣活動の禁止と1200万円余りの賠償命令が確定した。ただし裁判では朝鮮学校による公園の使用が市の許可を得ておらず、違法状態のままで継続されてきたことや、近隣住民とのトラブルの存在が事実認定されたほか、無許可で私物を設置して公園の占有を行ったことに対して当時の朝鮮学校校長が書類送検されている。2016年、大阪地方裁判所で在特会による人格侵害が認められ、77万円の損害倍書支払いが命じられた。2017年の二審では一審の判決を支持し双方の控訴を棄却した。

### 在日朝鮮人フリーライター
在特会のヘイトスピーチに反対する運動を行っている 在日朝鮮人の女性フリーライター・李信恵を2013年初めから2014年7月までインターネット上で、在日朝鮮人という出自に対し「不逞鮮人」などの蔑視、差別するヘイトスピーチとされる言葉を繰り返し投稿名誉を毀損、2017年6月大阪高裁は女性差別、民族差別の複合差別と認め77万円の損害賠償を認めた。2017年11月30日最高裁判所は在特会側の上告を退け77万円の損害賠償が確定、在特会は敗訴した。在特会などが行った「ヘイトスピーチ」を巡り、個人が賠償請求する訴訟は初めてという。

### 法務省によるヘイトスピーチ動画の削除要請
2015年12月、法務省は在特会の構成員らによる在日朝鮮人に対する差別的言動を撮影した動画を人権侵害と認定し、ニコニコ動画などの複数の動画投稿サイトの管理者に動画の削除要請を出した。すでに、ニコニコ動画など複数のサイトが人格権侵害などの理由で削除している。
削除要請の対象となった動画は、2009年11月に東京都小平市にある朝鮮大学校の前で、在特会の構成員が「朝鮮人を日本からたたき出せ」と大声を上げた模様などを撮影したものである。
なお、人権侵害抑止に基づく法務省の要請によってヘイトスピーチを撮影した動画が削除されたケースは、初めてである。

### 救う会
救う会主催の拉致被害者救出を求めるデモで在特会が朝鮮人に対し「殺せ、東京湾へ叩き込め」等のヘイトスピーチをしていた事から救う会は他のデモ参加者から抗議を受けたためそれを注意をしたが在特会側は生ぬるいと反発、そしてブログではキレイゴトを言う人種を見たのは久しぶり等と書き込んだ。救う会はこういった事などから在特会は本気で拉致問題の解決など考えていない、鬱憤ばらしのためにやってきた便乗者と批判した。また在特会は救う会に対し街宣活動をするなどの脅しをしていたことを暴露した。

### 在特会に抗議する団体
在特会の活動に対抗して設立された「対レイシスト行動集団（C.R.A.C.）」や関連する「男組」、「差別反対・東京アクション」と対立している。カウンター側に直接的な暴力も辞さないとのスタンスを標榜するしばき隊関連グループが出現するにつれて対立の構造、そして警察側の対応も変化している。
日本共産党

共産党側は在特会の活動を「特定の人種や民族、国民にたいする常軌を逸した攻撃はたとえ憲法上、集会・結社の自由や表現の自由の保障があるといっても絶対に許されないこと」と批判。2013年参議院選挙公約に「民族差別を助長するヘイトスピーチを許さない社会の建設」と明記。国政政党としては最初にヘイトスピーチ対策を公約に盛り込んだ。その後山谷えり子国家公安委員長が在特会元幹部である増木重夫らと親密な関係であったことを強く批判している。
2014年10月30日、日本共産党参議院議員の田村智子は桜井(田村はS氏と紹介している）の発言として「在日朝鮮人青年人口の10人に1人はヤクザ」ということを紹介しており、これはデマだとしている

対レイシスト行動集団（Counter-Racist Action Collective）略称：C.R.A.C.（クラック）
在特会は、複数のカウンター・グループと対立しているが、最初にそれが顕在化したのが『レイシストをしばき隊』との対立であり、2013年6月16日には、新大久保で行われたデモの最中やその前に、互いのグループの参加者を殴ったり、相手につばを吐きかけたりしたとして、在特会側は桜井ら4人、しばき隊側は久保憲司ら4人の計8人が暴行の現行犯で逮捕された。このうち、桜井を含む在特会側2名としばき隊側3名の計5名は勾留延長されず、48時間以内に釈放され、残る在特会側2名としばき隊側1名の計3名は罰金10万円の略式命令となった。
男組
男組とは、しばき隊から派生した分派であり、「超圧力」を標榜してより暴力的な手段に訴える点に特徴がある。肩書に任侠組織に類似した「組長」「舎弟」「若頭」等の呼称を使用し、入れ墨を顕示し周囲を威圧するなどの特徴がある。在特会と対立関係にあり、数々の暴力事件を引き起こし複数の逮捕者を出している。

のりこえねっと（ヘイトスピーチとレイシズムを乗り越える国際ネットワーク）
2013年9月、ヘイトスピーチを憂慮した知識人を中心に設立された団体である。活動の特徴としては上記の団体とは異なり言論活動を重視し、抗議の手法として直接的な暴力的手段に訴えないことにある。また、中心メンバーとして在日に加えてネイティブな日本人が多く含まれる点に特徴がある。
設立宣言文によると、在日韓国・朝鮮人に対するヘイトスピーチが、各地で凄まじい勢いで拡大しており、また、同団体によると女性、沖縄県、被差別部落の出身者、婚外子、障害者、性的少数者などの、社会的少数者も標的になっているという。共同代表は辛淑玉、宇都宮健児日本弁護士連合会元会長、鈴木邦男一水会顧問、村山富市元首相など。
革命的労働者協会（解放派）（通称・革労協赤砦社派）
革命的労働者協会（解放派）（通称・革労協赤砦社派）は、2011年の広島県での活動以降、在特会と敵対関係になっている。赤砦社派は自らの機関紙で在特会を「ファシスト」として非難し「朝鮮人民と連帯する」ことを主張している。
2014年2月11日の建国記念日に革労協赤砦社派構成員に対して在特会構成員が模造刀で暴行しようとしたと革労協赤砦社側は発表しており、また前日に立て看板を破壊した人物と同一人物と考えている。2014年(平成26年)8月6日の広島県での活動でも同様に対立した また2014年10月5日に行われた「許すな！ 差別・排外主義 ACTION」に革労協赤砦社派系の団体が参加している。
また2014年頃から現代社派の公式サイトにおいて「ザイトクカイ」というカタカナ表記を使うようになっている。現代社派は2013年以降も毎年原爆ドームに来ており、『とりわけ「反日極左の闘いの破壊」を宣言するザイトクカイに対する部隊の戦意は高い』等、在特会に強い敵意を有するのを示す文章を掲載させている。
革命的共産主義者同盟全国委員会（中核派）、国鉄千葉動力車労働組合（動労千葉）
在特会発足前より、動労千葉は在特会と対立することとなる安田浩一を講師として幾度か呼んでいた。なお「安田」は動労千葉の委員長であった中野洋の組織名でもある。
中核派が組織的に最初に在特会に触れたのは2009年12月21日前進2421号の「団結ひろば投稿コーナー」の「レイシスト在特会の朝鮮人差別に嫌悪感」である。
2014年４月13日に開かれた「第25回外登法・入管法と民族差別を撃つ研究交流集会」では在特会のヘイトスピーチのビデオを使った報告が行われた。集会に参加した安田は日本で働く外国人労働者をテーマに講演を行った。
5月24日の千葉県で行われた在特会の街宣に対して、しばき隊の抗議活動と共に動労千葉の旗を持って在特会へ敵対した。この件が契機となって、桜井は江戸川区松江にある中核派の拠点前進社に対して抗議の街宣を行なうことを宣言し、7月19日に実際に行われた。なお、この抗議街宣に対し中核派の機関紙前進2014年7月14日号において「革共同は労働者階級の鉄壁の武装自衛をもって、この腐り果てた右翼ファシストをたたきのめし粉砕することをきっぱりと宣言します」と記載していた。
その他
2012年11月に立川防災航空祭に抗議を行おうとした立川反戦ビラ配布事件の被告らが所属する団体と桜井が敵対した。

主権回復を目指す会（主権会）
主権回復を目指す会（主権会）（代表西村修平）とは設立当初から強い共闘関係にあり、現在の在特会をはじめとする行動する保守運動の活動スタイルはほぼ主権会の活動方法を踏襲するなど極めて強い影響を受けた。ただし、主権会は、在特会などの過激な言動を伴う活動は鬱憤晴らしの運動に過ぎないとして、在特会の活動を強く批判している。2014年9月には、安田浩一、山口祐二郎、野村旗守らを招いて討論会「在特会によって貶められた愛国運動と日章旗」を開催した。
右翼団体ら
在特会の過激な発言に関しては、一水会等の新右翼からも非難を受けることがある。一水会代表の木村三浩は、彼らの活動に対して、「日本のレベルを下げる恥さらし、日の丸が泣いている」と批判した。

## 政府機関による調査対象

### 警察庁
2013年に右派市民グループが言及され2014年から「在日特権を許さない市民の会」が代表的な集団 と名指しされている。2018年現在も継続しておりカウンターデモとの衝突、差別発言が懸念されている。

### 公安調査庁
ひかりの輪、アレフ、日本共産党、過激派と並び情報収集の対象となっている。
2010年の資料で初めて右翼団体のデモ等活動の変化が記述され、2011年には名指しされてはいないが団体のメンバーが威力業務妨害で逮捕されたと記述された。2018年現在も調査対象であり桜井誠の東京都知事選挙立候補、日本第一党の東京都議会議員選挙が記録されるなど右派系グループとして情報収集がなされている。

## 見解

### 公的機関
- 警察庁が国内外の治安情勢を分析した『治安の回顧と展望』には2013年から2016年現在まで継続して、在日特権を許さない市民の会などの、右派系市民グループが対立団体との衝突が懸念していると取り上げられている[10][132][139][140][141]。28年度は本邦外出身者に対する不当な差別的言動の解消に向けた取組の推進に関する法律（以下ヘイトスピーチ解消法）が施行され不当な差別解消に取り組むとしている。
- 国外の公的機関やマスコミなどによって排外主義団体などとみなされ、批判・警戒された[142][143]。アメリカ合衆国国務省が2014年2月27日に公表した「国別人権報告書（英語版）」は、日本の国籍・人種・民族的少数者("National/Racial/Ethnic Minorities")についての項目で在日韓国・朝鮮人に対するヘイトスピーチ（憎悪表現）を行う側とヘイトスピーチに抗議する側との衝突で在日特権を許さない市民の会会長らが逮捕されたことに触れ[144]、日本における在日韓国・朝鮮人を侮蔑するヘイトスピーチに対する懸念を示した[145]。一方で「（日本）政府高官は、行政として在日外国人への嫌がらせを拒絶する立場を公に示した」と指摘した[146]。

### 市民団体
北朝鮮に拉致された日本人を救出するための全国協議会（救う会）は、「ただの排外主義者団体」として非難している。

### 評論家等
安田浩一（作家）
安田浩一によれば、在特会は特別永住者のことを「特権階級」と決め付け、「階級闘争」たる民族紛争を仕掛けることを通じて、ワーキングプアである日本国民の生存と地位向上を志向していると主張している。安田浩一は、自著において『在日に対して「ゴキブリ」「死ね」と叫ぶのは、彼らの理屈を拝借すれば強者へのレジスタンスなのである』という。在特会には、自営の社長、メーカーや銀行等の上場企業に勤務している者が少なからず在籍しているが、会の内部で階級対立は起きていない。安田浩一によれば、韓国ネチズン等の海外極右勢力は、特定の国や民族に生まれた自らの出自と、祖先や同胞が特定民族として他国および他の民族に対して「与えた」文化や技術の数とを誇りとして、他民族に対して今後より一層の教化を行い、他民族を文化的・経済的に取り込む同化運動を展開している一方で、在特会の場合は正反対に、自身の不遇は「自己責任論」で片付けられる性質のものではなく、本来与えられるはずだった各種の社会的・文化的機会やセーフティネットを、日本に流入してきた他民族から不当に奪われた結果であるとして憎しみを募らせ、「愛国」を大義名分とする階級闘争で「奪われた」ものを取り返そうとしているところが対照的だという。ただし、歴史認識や過去の賞罰等の尤もらしい理由をもって他国や他民族を蔑視し、有形無形の攻撃を執拗にすることは、世界中すべての極右勢力に共通する思想体系であり、韓国や中国の「反日教育」には在特会と同様に辟易させられるという。また安田は、2013年3月14日、参議院議員会館において「在日への敵意をドライブとして街宣しネット上で支持を集める。より下劣に、より激しくすることで一定の支持を得られることを知っている。思想的な足場がないので運動（街宣）をやめてしまったら、運動自体がなくなってしまう。彼らは右翼でも保守でも民族派でもない。レイシストだ」「在特会は、右のべ平連である」と主張した。
また、安田によると、街頭活動時に非常に過激で挑発的・差別的な言動を多用するという特徴があり、単に制度的な「在日特権」を非難するだけではなく、しばしば在日韓国・朝鮮人そのものの排斥まで主張している、と批判した。
マスメディアの対応について、「マスメディアは当初、在特会などは一部の特殊な人々で、そのうち消えるはずだし、取り上げたら、彼ら彼女らを社会的に認知してしまうとして無視した。メディアがもっと早くから批判していたら、『在日特権』のデマが今ほど広がることはなかった」としている。
樋口直人（社会学者）
徳島大学の樋口直人は2012年の論文で「保守主流派よりナショナリズムと排外主義に関して右=強硬派で、既成政治勢力から独立した者」を「極右」と定義し、その代表的存在が在特会だとした。樋口はホワイトカラーや自営業者など「正常範囲」の人々が在特会メンバーの主体であり退職者を除いて無職はいなかったとして、安田浩一の主張に疑義を呈した。樋口によれば、「（在特会は）中間層の運動とみなしたほうが正確であり、階層の低い者の不安が排外主義運動を生み出すという仮説は棄却されたといってよい」。2011年から1年半をかけて会員の34人を調査した樋口の報告によれば、会員は主に「高学歴の正規会社員」であった。樋口の調査によれば、学歴面では京都大学や東京工業大学出身のエンジニアなど大卒（在学・中退者を含む）が34人中24人、雇用形態面では正社員が34人中30人（他は非正規職2人、その他2人）、そのうちホワイトカラー（事務職）は22人であった。この結果から「意外に普通の市民が普通の経歴を経て、全国各地で集まる、それなりの論理を備えた合理的な行動」をしており、だからこそ「これは極右市民運動の新たな怖さ」と樋口は憂慮している。また、樋口は在特会について「右翼崩れからノウハウを、歴史修正主義から係争課題を、インターネットからネット右翼という動員ポテンシャルを得てきた。在特会の新しさは、インターネットへの依存度が極端に高く、組織されざるネット右翼を組織化したことだ。」とした。

### その他
犬塚博英（民族革新会議議長）
犬塚博英は、2013年10月31日に中野区内で開かれた「行動する保守運動の矜持とは何なのか？」というシンポジウムに出席して『在特会からは「これからの日本をどうするか」というビジョンが見えないし、それについて真剣に考察した跡がみうけられない』『これまで「在日特権」なるものについての、具体的かつ説得力のある説明を受けたことがない。』という趣旨のことを述べている。
木村三浩（一水会代表）
木村三浩は、在特を始めとした右系市民グループの持つ排外主義的な側面を「右翼の名に値しないおぞましい集団」 と厳しく批判する。
針谷大輔（統一戦線義勇軍議長）
針谷大輔は自身のツイッターで「在特会に代表されるネットから現れた行動保守のヘイトスピーチのせいで、まともな中国や韓国批判までしづらくて困ったものだ。」という批判をしている。「お手軽な敵を見つけて騒いでるだけ、話が通じない別の世界の人たち」「ネットと現実の区別が見えていない、右翼として必要な情を持ち合わせていない」等とネット右翼の姿勢を分析した。
元メンバー
元メンバーで2014年8月に対立団体との衝突で傷害罪で逮捕、20日の勾留となった男性 は家族、デモ仲間、同僚に迷惑を掛けた反省からデモから決別した。だがかつてのデモ仲間やSNSで「スパイ、裏切り者」と罵倒され関係は終わった。「一刻も早くヘイトスピーチをやめて欲しい、価値ある時間を無駄にしないで欲しい」と男性は語っている。以前新大久保でデモを行った際活動に疑問を持ったが仲間から「裏切り者、お前は敵の見方をするのか」と糾弾された。そして別のメンバーが同じ様な事を言った際に自分も相手を糾弾し追い出した。異論を唱えれば追い出されると言う恐怖心がそうさせたと男性は回想している。また男性は被害者となった対立団体と和解している。
奥田洋平（元在特会千葉支部長）
団体の資金管理は元会長の桜井に一任されていたことを暴露しデモ活動に対し自腹を切っていたと証言している。奥田は団体が桜井に私物化されていたと批判。現在奥田は別の団体で活動している。
西村幸祐
西村幸祐は自身のTwitterで「在特会が時代を切り開いた一面を評価しなければならない。これは誰も否定できないね」と評した。
水島総
在特会の敵を見つけ叩く姿を民主党と同じ、そもそも市民団体が近代主義であり保守運動に馴染まないと懸念していた、また糾弾闘争型のスタイルの部落解放同盟と同じく行き詰まると指摘していた。